# Ramayón
Ramayón é uma comuna da província de Santa Fé, na Argentina.